# 荒巻靖彦
荒巻 靖彦（あらまき やすひこ、1964年〈昭和39年〉5月28日 - ）は、日本の政治活動家。職業は飲食業。

## 概要
街宣やデモといった大衆運動的な街頭活動とインターネットを利用した情宣活動によって、リベラル・左派陣営や在日韓国・朝鮮人などへの糾弾を行う、いわゆる「行動する保守」に分類される右派系市民活動家の一人である。
2000年代後半から関西地方を中心に活動を始め、在日韓国・朝鮮人の追放など排外的な主張を掲げる右派系市民団体「在日特権を許さない市民の会」（在特会）・「主権回復を目指す会」（主権会）・「チーム関西」などに所属した。主権会では関西支部事務局長を、チーム関西では代表をそれぞれ務め、「関西四天王」の一人と称されるなど、関西の行動する保守勢力における中心人物の一人として知られていた。
一方、街宣やデモの場ではとりわけ戦闘的な態度を取り、敵対者に荒々しい怒声や罵声を浴びせかける場面が多く見られた。そのため活動時の言動に対する法的責任を問われることも珍しくなく、京都朝鮮学校公園占用抗議事件（以下「京都事件」と呼称）・徳島県教組業務妨害事件（以下、「徳島事件」と呼称）・ロート製薬強要事件（以下、「ロート事件」と呼称）の3事件に関して逮捕・起訴され、いずれも有罪判決を受けている。
2012年（平成24年）5月にロート事件で逮捕されてからは、長期間勾留されたこともあって活動の第一線を離れていた。翌2013年（平成25年）5月に同事件での実刑判決が確定し、京都・徳島両事件での執行猶予取消分も含めて懲役刑に服していた。2015年（平成27年）10月、刑務所から出所し、政治活動を再開している。
2020年1月、同年3月に投開票が行われる対馬市長選挙への立候補を表明。3月1日の投開票の結果、現職の比田勝尚喜に敗れ落選。ただし、供託金の没収は免れた。
2023年2月、4月に投開票が行われる2023年大阪市長選挙への立候補を表明。2月27日に記者会見を行った。選挙結果は落選、供託金没収となった。
2024年3月3日投開票の対馬市長選挙に立候補したが、現職の比田勝に敗れ落選した。

## 経歴

### 政治活動家への道
1964年（昭和39年）、理髪店を営む両親の下に生まれる。高校卒業までを過ごした大阪府門真市では在日韓国・朝鮮人が多く暮らしていたが、この頃から彼らに悪い印象を持っていたという。父親は旧日本軍を崇拝する強固な右派イデオロギーの持ち主で、荒巻に厳格な教育を施した。父親に反発した荒巻は高校時代、無政府主義を賛美するアナーキー系パンクバンドで活動し、父親とも一時期絶縁状態に陥った。
大阪府立門真西高等学校卒業後はミュージシャンになる夢を抱いて上京したが挫折。帰阪後は飲食店などで働き、2003年（平成15年）から中国・上海で日本人駐在員向けのラウンジを経営し始めた。その際に中国警察から受けた理不尽な仕打ちや反日暴動の経験から「日本は中国に舐められている」と感じるようになり、次第にナショナリズムに傾倒していった。
2006年（平成18年）頃に帰国した荒巻は小林よしのりの著作や産経新聞などを読み漁り、かつて彼が反発した父親と同様の右派イデオロギーを身に付けた。また大阪・北新地でラウンジ「BLACK brick」を経営していくうちに、店を訪れる性質の悪い客を話しぶりや顔つきから在日韓国・朝鮮人であると考え（在日認定）、嫌悪感を一層募らせるようになった。

### キャリア初期
政治活動に身を投じた荒巻はそのキャリアの初期を、2008年（平成20年）2月に「主権会・関西」を立ち上げ、在特会の関西支部長も兼任していた関西の大物活動家・増木重夫の下で過ごした。活動を始めた正確な時期は不明だが、2009年（平成21年）の元日に増木らが行った河野談話の撤回を求める署名運動に同行しており、遅くともこの頃までには活動を始めていたものと推測される。
同年2月に増木らが不法滞在者の即時送還を求める申入書を大阪入国管理局に提出した際には主権会・関西幹事として申入書に名を連ねており、同じく主権会・関西に所属していた中谷辰一郎や西村斉と共に街頭活動を行う場面も見られた。また在特会とも活動を通じて繋がりを持ち、同年2月に在特会主催の講演会が開催された際には自身が経営する「BLACK brick」を講演会場として提供している。増木は同年4月に暴力行為法違反容疑で逮捕されたのを機に在特会関西支部長を解任され、主権会・関西も解散となったが、荒巻らはその後も同様の活動を展開していった。
同年10月になって主権会は改めて関西支部を発足させ、中谷を代表に、荒巻を事務局長に選任した。この頃関西では川東大了と西村斉の二人が率いる在特会関西支部が活動規模を拡大しており、同種の右派系市民団体である「日本を護る市民の会」（日護会）や「日本女性の会 そよ風」（そよ風）なども交えた共闘の機会が増加していた。こうした中で関西における右派系市民団体・右派系市民活動家による連携の機運が高まり、同月中に「チーム関西」が誕生、荒巻が初代代表に就任した。
初期のチーム関西では在特会関西支部（および支部再編後の各府県支部）と主権会関西支部の主催・協賛下で活動を行うことが多く、この両団体の関西地方におけるトップとナンバー2、すなわち川東・西村・中谷そして荒巻の4名は「四天王」と呼ばれ、活動の企画・実行に主導的な役割を果たした。

### 京都事件
チーム関西の結成と前後して、西村斉から都市公園「勧進橋児童公園」の一部を運動場として使用していた京都朝鮮第一初級学校（以下「初級学校」と表記）への抗議計画を持ちかけられた荒巻はこれに賛同し、警察が計画を事前に察知することを防ぎつつ参加者を募るため、閲覧制限がかけられたmixi内の日記上に抗議計画の詳細を掲載した。
2009年（平成21年）12月4日、荒巻を始めとする在特会・主権会・チーム関西のメンバー11名は初級学校の校門前に集合し、「ろくでなしの朝鮮学校を日本から叩き出せ」「日本から出て行け。何が子供じゃ、こんなもん、お前、スパイの子供やないか」「約束というものは人間同士がするものなんですよ。人間と朝鮮人では約束は成立しません」などと怒号を上げるとともに、公園内の朝礼台を搬出して門扉に打ちつけ、サッカーゴールを横倒しにし、スピーカーのコードを切断するなどの行為に及んだ。
さらに翌2010年（平成22年）1月14日と3月28日には京都市内で初級学校を糾弾する内容のデモが開催され、「朝鮮人は保健所で処分しろ」「ゴキブリ朝鮮人、ウジ虫朝鮮人は朝鮮半島へ帰れ」「京都をキムチの臭いにまみれさせるな」といった過激なシュプレヒコールが上げられた。荒巻が所属する主権会関西支部は両方のデモで主催を務めており、荒巻もこれらのデモに参加していた。なお荒巻は3月28日のデモ後に主権会からの脱会を申し出たという。
これらの活動は、日本における人種差別あるいは外国人排斥運動の一例として国連人種差別撤廃委員会やアメリカ国務省の報告書で言及されたほか、公安調査庁が2010年（平成22年）12月17日に公表した「内外情勢の回顧と展望」でも取り上げられ、「排外的主張を掲げ執拗な糾弾活動を展開する右派系グループ」が起こした事件の一例として記された。また京都弁護士会や近畿弁護士会連合会は一連の活動に対する非難声明を出し、マスコミからも批判的な報道が行われた。
後日ジャーナリストの安田浩一から取材を受けた荒巻は、京都事件について「何の後悔も反省もない。朝鮮学校の不法行為を世間に周知することができたし、やってよかったと思う」との感想を述べている。この事件で荒巻は執行猶予付きの有罪判決を受けた。

### 徳島事件
京都事件の後、荒巻は西村斉から徳島県教職員組合（徳島県教組）への抗議計画を持ちかけられた。これは徳島県教組が修学支援目的で集めた募金の一部を四国朝鮮初中級学校に寄付したことは「募金詐欺にあたる」として、同教組と上部団体の日本教職員組合（日教組）を糾弾するという内容のものだった。荒巻はこれに賛同し、計画立案に加わった。
2010年（平成22年）4月14日、荒巻は西村らチーム関西のメンバー18名と共に徳島県教職員組合（徳島県教組）の事務所が置かれている徳島県教育会館を訪れた。当初は会館前の路上で街宣を行っていたが、途中で荒巻ら16名が会館内の組合事務所に乱入し、「朝鮮の犬」「募金詐欺、募金詐欺じゃ、こら」「非国民」「死刑や、死刑」「腹切れ、国賊」などと怒号を上げながら、110番通報を妨害する、机上の書類を放り投げるなどの行為に及んだ。特に荒巻は積極的に怒号を上げ、組合員の腕を掴んだり肩を突くなどして重要な役割を果たした。
当事件についても荒巻は京都事件と同様の感想を述べた上で、「募金で集めたカネを朝鮮学校へ流すことについての是非をもっと議論すべきだ」とした。一方荒巻が所属していた主権会の本部は、荒巻らの行動は現行犯逮捕されてもおかしくない危険で無責任な行動だとして、同年5月3日付で荒巻・西村ら当事件への参加者を除名処分とした。

### 最初の逮捕と内紛劇
2010年（平成22年）6月28日、初級学校を運営する学校法人京都朝鮮学園は京都事件の主要参加者を相手取り3000万円の損害賠償を求める民事訴訟を起こした。荒巻はこの訴訟の共同被告の一人となった。
同年8月10日には京都事件に関して威力業務妨害などの容疑で逮捕され、9月1日付で起訴された。さらに勾留中の9月8日には徳島事件に関して威力業務妨害などの容疑で逮捕され、9月29日付で起訴された。荒巻は正当な政治的表現行為であるなどとして無罪を主張したが、京都地裁は2011年（平成23年）4月21日、荒巻の行為は侮辱罪・威力業務妨害罪・住居侵入罪にあたるとして、懲役1年6月・執行猶予4年の有罪判決を言い渡した。荒巻は控訴せず、そのまま有罪が確定した。
有罪確定後は再びチーム関西を率いて活発な活動を展開していったが、同年秋頃から主要メンバーの間で内紛が生じ、対立するメンバーの犯罪行為を示唆するような流言飛語まで飛び交う事態となった。翌2012年（平成24年）1月にメンバーの一人が詐欺容疑で逮捕されたことで内紛はますます激しくなり、在特会なども巻き込んで収拾のつかない状態に陥った。
こうした状況を憂いた荒巻は同年2月12日、主要メンバーを集めての会合を大阪市で開催。会合の冒頭で「行儀の良い人間だけが世の中を変えてきたわけではない。仲間がやったことについてどうのこうの言うのは仲間として、人間として許されない」「何かあったらあげつらうような人間が仲間にいるようでは具合が悪い。こういうごたごたに嫌気が差したので、今日付で一度チーム関西をやめさせてもらう」と述べ、チーム関西としての活動の休止と自身の代表辞任を表明した。

### ロート事件
2012年（平成24年）2月、ロート製薬は新製品のCMにかつて竹島の領有権アピールを行ったことのある韓国人女優キム・テヒを起用した。一部のネットユーザーが起用に対する抗議を行う中、荒巻は西村斉と相談した上で、抗議のため大阪市生野区にあるロート製薬の本社を直接訪問する計画を立てた。
3月2日、西村ほか2名と共にロート製薬本社を訪れた荒巻は同社の社員と面談。西村が「金持ち喧嘩せずのふりすんな。このヘタレが、コラ」「右翼紹介するから右翼の事務所行って言え。竹島はどこの領土か分かりませんって言えや、そやったら。きっついとこ紹介したるわ。アホちゃうけ、調子乗ったらほんまあかんぞ、われコラ」などとしきりに威圧的な言動に及ぶ傍ら、自身も「お前なあ、大概にさらせよ。ホンマ」などと社員を威圧しつつ、キム・テヒのインタビュー映像に「日本人は醜い猿じゃないですか」「日本は韓国よりも劣っている発展途上国です」などといった虚偽の字幕を被せたものを、あたかもキム・テヒ自身の発言であるかのように読み上げるなどした。
その上で荒巻らは社員に対して「竹島はどこの国の領土か」「『反日活動家』のキム・テヒを今後もCM起用するつもりか」という質問に対する同社の見解を、2週間後の3月15日までにメールで回答するよう要求した。ロート製薬は社内会議を開き、3月15日付で「竹島は日本の領土であるという政府見解を支持する」「キム・テヒ個人の考えについて当社では回答できない。CMは商品の訴求を目的とするもので、商品戦略に基づいて適宜変更する」との回答を行った。

### 二度目の逮捕、服役
ロート事件から1週間後の3月9日、風営法に違反して無許可でホステスに接待行為をさせた容疑で荒巻が経営する「BLACK brick」に家宅捜索が入った。その際荒巻は店内に置いていた包丁を持ち、大声でわめきながら警察官の胸ぐらをつかんで胸元を殴打するなどの行為に及んだため、公務執行妨害の現行犯で逮捕され、後に起訴された。この事件を機に「BLACK brick」は閉店に追い込まれることになった。
更に5月10日にはロート事件に関して強要容疑で逮捕され、5月30日付で起訴された。こちらでは勾留が長期間続いたため、荒巻は右派系市民活動の第一線から退かざるを得なくなった。同年12月にはかつて師事していた増木重夫が発行する機関紙に寄稿し、同房者に自身の思想を説いたり、在日韓国人の同房者を論難する様子を綴っていた。
公判で荒巻はロート事件に関しては正当な抗議活動の範囲内であるなどとして無罪を主張したが、大阪地裁は2013年（平成25年）5月1日、「自らの活動目的のために他者を傷つけて顧みない犯行。放置すれば社会に対する深刻な脅威となりかねない」などとして、懲役1年6月の実刑判決を言い渡した。判決後荒巻は当時の在特会会長の桜井誠ら関係者に控訴しない意向を伝え、そのまま収監された。刑法26条1号の規定により京都事件・徳島事件の執行猶予が取り消されるため、実際の収監期間は3年（ただし未決勾留日数の刑期算入分を除く）になる。
収監後の8月6日、徳島県教職員組合は徳島事件の不法行為責任を追及するとして、荒巻ら参加者10名と在特会に対して1683万円の賠償を求める民事訴訟を起こした。また10月7日には京都地裁が京都事件における街宣と2度のデモがいずれも不法行為にあたるとして、在特会などの他の被告と連帯して約1226万円を支払うことなどを命じる判決を荒巻に下した。荒巻らは判決を不服として大阪高裁に控訴した。2016年最高裁判所は荒巻及び在特会側の訴えを退け436万円の賠償の支払いが確定した。

### 日本第一党時代
出所後、桜井の率いる日本第一党結成に加わり活動を再開。2020年3月対馬市長選挙に立候補するも落選。2020年11月25日未明、対レイシスト行動集団略称C.R.A.Cメンバー伊藤大介とトラブルになり殺人未遂容疑で逮捕され、伊藤も傷害容疑で逮捕された。この件で荒巻は日本第一党から除名された。逮捕されている期間、日本第一党党員や支援者が毎日曽根崎署前で応援街宣を行っていた。

## 人物
右派系市民活動家の中でもとりわけ戦闘的・攻撃的な人物として知られており、街宣中に老婆から抗議を受けた際には「このババアの顔、チョンコ（朝鮮人に対する蔑称）ですよ！みなさん、顔よう覚えてね。目の前ですれ違ったらどつき回したってください！出ていけ、コラ、朝鮮人！」などと叫びながら、逃げる老婆を執拗に追い回す場面も見られた。多くの右派系市民活動家から聞き取り調査を行っている徳島大学の樋口直人准教授が関係者から伝え聞いたところによると、荒巻がチーム関西を率いるようになってから「ヤンキー系」が多く集まってそれ以外の者が去るようになり、組織文化が変化していったという。
他方で活動家仲間からは高い評価を受けており、活動後の打ち上げや懇親会に自身が経営していた「BLACK brick」を提供する、活動参加者に感謝の意を込めて握手をして回るなど細やかな気遣いも欠かさないことから、荒巻を「兄貴分」として慕う者も少なくない。またチーム関西などの活動に批判的なジャーナリストの安田浩一が荒巻を取材した際には、活動時の言動とはかけ離れた丁重な態度でこれに応じ、その後も批判的な立場からの取材を容認する姿勢を見せたため、安田は肩透かしを食らったような落ち着かない気分になったという。